# أزمة مدينة زامبوانغا
أزمة مدينة زامبوانغا أو حصار زامبوانغا كانت نزاعًا مسلحًا في مدينة زامبوانغا في الفيليبين بين قوى الحكومة الفيليبينية وفصيل من جبهة مورو للتحرير الوطني، التي تعرف عمومًا بين الفصائل الأخرى باسم العناصر غير المنضبطة في جبهة مورو للتحرير الوطني تحت إمرة القيادة الثورية لدولة سولو التي يقودها أستاذ هابير مالك وخالد أجيبون، والتي تستمر بالاعتراف بنور ميسواري رئيسًا لمجلس جبهة مورو للتحرير الوطني. اندلعت الأزمة في 9 سبتمبر 2013، حين حاول هذا الفصيل من جبهة مورو رفع علم الدولة التي تسمي نفسها جمهورية بانغسامورو في قاعة مدينة زامبوانغا، التي أعلنت سابقًا استقلالها في 12 أغسطس 2013 في بلدية تاليباو التابعة لمحافظة سولو. هذا الغزو المسلح، الذي سمي بعدة أسماء منها «أزمة»، و«مواجهة»، و«حصار»، و«أزمة إنسانية»، لاقى ردًّا من القوى المسلحة للفيليبين وشرطة الفيليبين الوطنية، اللذين سعيا لتحرير الرهائن وطرد جبهة مورو من المدينة. تحولت المواجهة إلى حرب مدن، وشلت أجزاء من المدينة لأيام.
تسببت الصدامات في نزوح أكثر من 100,000 شخص، واحتلال عدة قرى (بارانغيات) من قبل جبهة مورو، وموت العديد من المدنيين، وإغلاق مطار زامبوانغا الدولي، وانخفاض النشاط الاقتصادي في المدينة.
في 28 سبتمبر، أعلنت الحكومة إنهاء العمليات العسكرية في مدينة زامبوانغا. بقي القائد مالك -الذي يُزعم بأنه قائد قوى جبهة مورو للتحرير الوطني- طليقًا، ولا تزال هناك تقارير منتظمة عن عدة مناوشات.

## انتهاكات حقوق الإنسان
كان هناك اتهامات بانتهاك حقوق الإنسان من الطرفين. ادعت حكومة الفيليبين أن جبهة مورو للتحرير الوطني كانت تستخدم رهائن مدنيين كدروع بشرية. ادعى قادة جبهة مورو للتحرير الوطني في المقابل أنهم كانوا يستخدمون المدنيين كمرشدين؛ فهم لا يعرفون المنطقة جيدًا. أُبلغ عن أن أعضاء جبهة مورو للتحرير الوطني أحرقوا منازل، وأن رجال الإطفاء الذين حاولوا إخماد الحرائق أطلق عليهم النار. ولكن جبهة مورو ادعت أن قوى الفيليبين الأمنية كانت وراء إحراق المنازل بهدف إبعاد أعضاء جبهة مورو الذين من المحتمل أنهم بقوا في المنطقة.
ادعت منظمة هيومن رايتس ووتش التي مقرها في أمريكا في بيان صحفي نشرته أن كلًّا من جبهة مورو للتحرير الوطني والقوى الحكومية ارتكب انتهاكات لحقوق الإنسان. صرح البيان أيضًا بادعاء تعذيب أعضاء جبهة مورو المشتبه بهم من قبل شرطة الفيليبين الوطنية والقوى الفيليبينية المسلحة. وفق هذه المجموعة الحقوقية، فإن قوى الأمن أطلقت النار دون تفرقة على مسلحي جبهة مورو الذين يمسكون برهائن من المدنيين كدروع بشرية. ادعت المنظمة أيضًا أن جبهة مورو للتحرير الوطني انتقت المدنيين المسيحيين لجعلهم رهائن في المواجهة.

## عواقب الأحداث
قدرت الإحصاءات وجود 46,000 وظيفة خُسرت أو تأثرت نتيجة النزاع، وتدمير أكثر من 6,600 منزل بواسطة الحرائق. يُقدر الضرر الإجمالي بنحو 73.2 مليون دولار، وفق الحكومة الفيليبينية.